# Dolina Ordesy

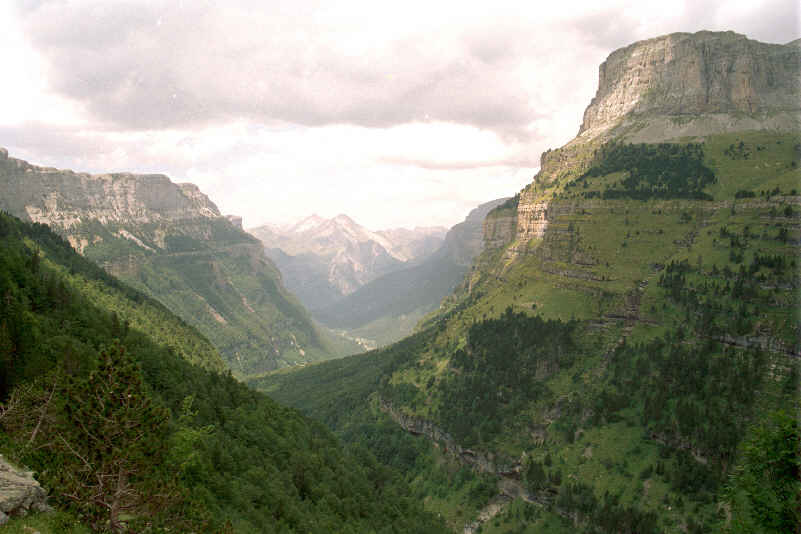
Dolina Ordesy

Dolina Ordesy (hiszp. Valle de Ordesa) (42°38′55″N 0°03′29″W/42,648611 -0,058056) – dolina polodowcowa w  Hiszpanii, w Pirenejach. Znajduje się i objęta jest ochroną parku narodowego Ordesa i Monte Perdido.
Dolina biegnie w kierunku wschód-zachód, co jest rzadkością w Pirenejach, od szczytu Monte Perdido na pograniczu Francji i Hiszpanii. Została wyżłobiona przez lodowce, które schodząc ze szczytu Monte Perdido oraz dwóch sąsiadujących z nim szczytów El Cilindro i Sum de Ramond są znane jako Las Tres Sorores (Trzy Siostry).  Po jej dnie płynie rzeka Arazas, która tworzy na odcinku 16 km szereg wodospadów, kaskad i bystrzy. Brzegi rzeki są obsadzone przez drzewa z gatunków: buk, modrzew, sosna, świerk. Całość jest tworem natury wyżłobionym w wapieniu wznoszącym się na wysokość ponad 600 metrów. 
W początkowej części doliny znajduje się Circo de Soaso, który jest docelowym miejscem turystycznych wycieczek krajoznawczych. Z kamiennego amfiteatru wyżłobionego przez wiatr spływa wodospad Cola de Caballo (Wodospad Końskiego Ogona).
W górnych partiach doliny znajdują się występy skalne zwane fajas, po których zwinnie poruszają się kozice górskie przez miejscowych zwane izardami oraz rzadszy gatunek, dziś już zagrożony wyginięciem  koziorożec pirenejski. Ponadto partie te są zamieszkiwane przez świstaki, wydry, niedźwiedzie brunatne.
Powietrze jest królestwem ptaków, w których prym wiedzie orzeł przedni i orłosęp.